# Vizma Belševica
Vizma Belševica (Riga, 30. svibnja 1931. – Riga, 6. kolovoza 2005.), latvijska pjesnikinja, spisateljica, prevoditeljica i akademkinja, jedna od ponajboljih latvijskih književnica 20. stoljeća. Kao kritičarka sovjetske komunističke represije nad neruskim narodima nalazila se na meti KGB-a i sovjetskih vlasti te su se njezina djela cenzurirala.  Bila je vrlo priznata i izvan granica Latvije, posebice u Švedskoj, a njezina su djela objavljivana i u ostalim Nordijskim i Pribaltičkim zemljama, kao i u Njemačkoj. 
Za svoj doprinos latvijskoj kulturi i književnosti odlikovana je Rerdom triju zvijezda te imenovana počasnom članicom Latvijske akademije znanosti. Bila je predložena i za Nobelovu nagradu za književnost, kao jedna od rijetkih latvijskih i baltičkih književnika koji su zadobili takvo priznanje. Ubraja se među deset latvijskih kanonskih književnika. Njezina djela prevedena su na gotovo sve skandinavske jezike, kao i na engleski, njemački, bjeloruski, ruski i armenski. Uglavnom je prevodila s ruskog jezika.
Rođena je u radničkoj obitelji. Majka joj je bila kućanica, a otac pekar i teški alkoholičar. Rođena je i preminula u Rigi, u kojoj je provela većinu svojega života, a Riga je mjesto radnje mnogih njenih kratkih priča, kao i tema brojnih pjesama, u kojima je portretirala i opisivala riške ulice, arhitekturu i znamenite stanovnike.